# Tuatara
Tuataraer eller broøgler omfatter to arter af krybdyr, Sphenodon punctatus og S. guentheri. De er de eneste nulevende repræsentanter for ordenen Rhynchocephalia. Tuataraerne overlever i dag kun på nogle små øer ud for New Zealands kyst. 
Tuataraer har en overfladisk lighed med øgler, men adskiller sig fra disse ved hverken at have trommehinder, mellemøre eller egentlige tænder (men i stedet savtakkede kæber). Tuataraer har tre øjne. Ligesom andre krybdyr er de ektoterme, dvs. deres kropstemperatur følger omgivelsernes temperatur tæt. Til trods for dette er tuataraer usædvanligt kuldetolerante og kan være aktive ved temperaturer helt ned til 10 oC. De har et meget lavt stofskifte og kan i hvile nøjes med én vejrtrækning i timen. Hunnerne bliver ikke kønsmodne, før de er mindst 20 år gamle, men en tuataras levetid kan til gengæld overstige 100 år.
Tuataraer lever enten i huler, de selv har gravet eller i redehuller, de har overtaget fra ynglende havfugle. De er nataktive og søger føde tæt på hulens indgang. Føden består hovedsageligt af insekter, men også af og til af mindre hvirveldyr og fugleæg. 
Hunnen er drægtig i et år, før hun lægger sine æg, som klækker efter endnu et år.